# Elizabeth A. Thompson
Pour les articles homonymes, voir Thompson et Elizabeth Thompson (homonymie).
Elizabeth Alison Thompson (née le 22 mai 1949) est une statisticienne américaine d'origine britannique, qui travaille à l'université de Washington. Ses recherches concernent l'utilisation de données génétiques pour déterminer les relations entre les individus et les populations. Elle est pour 2017-2018 la présidente de la Société biométrique internationale.

## Formation et carrière
Thompson étudie au Newnham College, à Cambridge, où elle remporte le titre de Wrangler dans la compétition mathématique Tripos en 1970 et elle obtient son diplôme en statistique mathématique en 1971. Elle continue à l'université de Cambridge pour les études supérieures, où elle obtient son doctorat en statistiques, en 1974, sous la supervision de A. W. F. Edwards (en), avec une thèse intitulée « Mathematical Analysis of Human Evolution and Population Structure »,.
Après des études postdoctorales à l'université Stanford, elle retourne à Cambridge en tant que maître de conférences en mathématiques et statistiques mathématiques et membre du King's College de Cambridge. Elle est devenue membre de Newnham en 1981. Elle rejoint le département de Statistiques de l'université de Washington en 1985, et travaille également au département de biostatistique en 1988. Elle est devenue citoyenne américaine en 1997.

## Prix et distinctions
Thompson a reçu un doctorat honorifique de Cambridge en 1988, et est devenu membre honoraire de Newnham en 2013,.
En 1994, elle est conférencière Fisher.
Elle devient membre de l'Académie américaine des arts et des sciences en 1998.
En 2008, elle rejoint l'Académie nationale des sciences américaine,.
Elle bénéficie de la bourse Carnegie Centenary Professor (en) pour 2017, à l'université de St Andrews.

## Sélection de publications
- C. Cannings, E. A. Thompson et M. H. Skolnick, « Probability functions on complex pedigrees », Advances in Applied Probability (en), vol. 10, no 1,‎ 1978, p. 26–61 (DOI 10.1017/s0001867800029475)
- Sun Wei Guo et Elizabeth A. Thompson, « Performing the exact test of Hardy–Weinberg proportion for multiple alleles », Biometrics (en), vol. 48, no 2,‎ 1992, p. 361–372 (JSTOR 2532296)
- Charles J. Geyer et Elizabeth A. Thompson, « Constrained Monte Carlo maximum likelihood for dependent data », Société biométrique internationale, vol. 54, no 3,‎ 1992, p. 657–699 (JSTOR 2345852)
- Charles J. Geyer et Elizabeth A. Thompson, « Annealing Markov chain Monte Carlo with applications to ancestral inference », Journal of the American Statistical Association, vol. 90, no 431,‎ 1995, p. 909–920 (DOI 10.1080/01621459.1995.10476590)
- E. C. Anderson et E. A. Thompson, « A model-based method for identifying species hybrids using multilocus genetic data », Genetics, vol. 160, no 3,‎ 2002, p. 1217–1229 (lire en ligne)